# گوستا بنتسون
گوستا بنتسون (انگلیسی: Gösta Bengtsson; ۲۵ ژوئیهٔ ۱۸۹۷ – ۱۹ ژانویهٔ ۱۹۸۴) قایقران اهل سوئد بود.